# Uroplata fiebrigi
Uroplata fiebrigi es una especie de insecto coleóptero de la familia Chrysomelidae.
Fue descrita científicamente en 1937 por Spaeth.